# Крикето ле Моконди
Крикето ле Моконди (фр. Criquetot-le-Mauconduit) насеље је и општина у северној Француској у региону Горња Нормандија, у департману Приморска Сена која припада префектури Авр.
По подацима из 2011. године у општини је живело 185 становника, а густина насељености је износила 44,9 становника/km². Општина се простире на површини од 4,12 km². Налази се на средњој надморској висини од 100 метара (максималној 113 m, а минималној 64 m).

## Демографија
| 1962. | 1968. | 1975. | 1982. | 1990. | 1999. | 2011. |
| ----- | ----- | ----- | ----- | ----- | ----- | ----- |
| 163   | 163   | 123   | 118   | 142   | 130   | 185   |

График промене броја становника у току последњих година